# Рыжеголовая длиннохвостая синица
Рыжеголовая длиннохвостая синица (лат. Aegithalos concinnus) — мелкая певчая птица из семейства длиннохвостых синиц (Aegithalidae). Распространена в Гималаях, Китае, Мьянме и части Индокитая. Общительная птица, вне периода инкубации образует небольшие стаи для поиска питания.

## Описание
Длина тела составляет 10,5 см, вес 4—9 г. Верх головы ржаво-красного или бурого цвета (у подвидов A. c. pulchellus и A. c. annamensis). Светло-жёлтые радужины контрастируют с широкой бархатисто-чёрной маской лица, которая тянется от клюва до затылка. У подвида A. c. iradalei по верхнему краю маски за глазом проходит белая полоса. От подбородка по бокам шеи до затылка и на груди оперение белое, на его фоне выделяется большое, чёрное пятно на горле. Верхняя часть тела от синевато-серого до сланцевато-серого цвета, крылья и хвост немного темнее. Внешняя сторона хвоста белого цвета. У подвида A. c. iradalei нижняя часть тела бежевого цвета с рыжеватым оттенком на груди и по бокам, у других подвидов — белая со светло-коричневыми боковыми сторонами и широкой ржаво-красной полосой на груди, прерывающейся в центре. У подвида A. c. annamensis на груди коричневатая полоса, боковые стороны розового оттенка.
Половой диморфизм отсутствует. У молодых птиц отсутствует чёрное пятно на горле. 

## Распространение
Вид населяет в Гималаях крайний северо-восток Пакистана, северо-запад Индии (Кашмир, Химачал-Прадеш, северный Уттар-Прадеш), а также части Непала, Сиккима, Бутана и Тибета. Он обитает на северо-востоке Индии и в Мьянме. Кроме того, в Индокитае он распространён на крайнем северо-западе Таиланда, на севере Лаоса и Вьетнама, в Китае и Тайване. Это преимущественно оседлая птица. 

## Образ жизни
Птицы не робкие, очень общительны и объединяются, прежде всего, вне периода инкубации в маленькие стаи до 40 особей. Часто присоединяются к стаям других видов птиц. Питание, состоящее, прежде всего, из насекомых, а также из семян и плодов, ищут в зарослях кустов, иногда на деревьях. 

## Размножение
Гнездо строит из мха и лишайника на ветвях деревьев.